# 西念武志
西念 武志（さいねん たけし）は、日本のデザイナー、画家、クリエイティブディレクターでビジュアルアーティストである。

## 来歴
東京都立工芸高等学校デザイン科卒業。ニューヨークに芸術留学。当時描いていたキャンバス画がフランスのファッションブランドの目に止まり、女性像を多く描くようになる。その後は、抽象的な作品が目立ち、反面、社会性の強いコンテンポラリー作品なども発表している。
画家、デザイナーとして活動する一方、クリエイティブディレクターとしての側面もある。電子書籍「音楽絵本」の製作者でもあり、本人が描いた『銀河鉄道の夜』では、デジタルアワードを受賞している。

## 作風
美に最上の価値を認めるような具象とも抽象ともいえない独特な美しいスタイルが目立つ。美しい色とフォルムに特徴がある。

## 作品
- 建築・インテリア 
  - 帝国ホテル (2016年)

- パッケージデザイン
  - 資生堂

- 装飾
  - シャネル
  - アルマーニ

## 展覧会
- 大アート展(ラフォーレミュージアム原宿)
- 帝国ホテル (2016年)

## 展覧会企画
- ロベール　ドアノー写真展

## 著書
※いずれも「音楽絵本」。
- 『銀河鉄道の夜』 （現代語訳・作画）
- 『にんぎょひめ』 (英日翻訳)
- 『幸福の王子』 (英日翻訳)

## 書籍装丁
- 迷い猫・ヴィッキーアラン著